# شهرستان گورنا اوریاهوویتسا
شهرستان گورنا اوریاهوویتسا (به بلغاری: Gorna Oryahovitsa Municipality) یک شهرستان در بلغارستان است که در استان ولیکو تارنوو واقع شده‌است. شهرستان گورنا اوریاهوویتسا ۳۱۸ کیلومتر مربع مساحت و ۴۸٬۶۹۵ نفر جمعیت دارد.

## خواهرخوانده
شهر سیگتزنتمیکلوش خواهرخواندهٔ شهرستان گورنا اوریاهوویتسا هست.